# Solandra nizandensis
Solandra nizandensis är en potatisväxtart som beskrevs av Eizi Matuda. Solandra nizandensis ingår i släktet Solandra och familjen potatisväxter. Inga underarter finns listade i Catalogue of Life.